# Philip G. Epstein
Philip G. Epstein (Nueva York, 22 de agosto de 1909-Hollywood, 7 de febrero de 1952) fue un guionista estadounidense conocido principalmente por ser el coautor del guion (junto a su hermano gemelo Julius y Howard Koch) de Casablanca (1942), con el que ganó el Oscar al mejor guion, basado en la obra de teatro Everybody Comes to Rick's, escrita por Murray Bennett y Joan Alison.

## Biografía
Epstein nació en el seno de una familia judía en Nueva York y se crio en el Lower East Side de Manhattan. Su hermano gemelo fue Julius Epstein. Su padre Harry era dueño de un establo de librea en los días en que los caballos se usaban ampliamente en la ciudad. Su hermano Julius y él asistieron al Pennsylvania State College (ahora Penn State University), obteniendo su título en 1931. Después de la universidad, Philip comenzó a actuar y Julius se convirtió en boxeador profesional.
Después de graduarse en la universidad, los gemelos Epstein se dirigieron a Hollywood con la esperanza de trabajar en la industria del cine. Se convirtieron en guionistas de éxito. Jack L. Warner, director de Warner Brothers, tenía una relación de amor y odio con los hermanos gemelos Epstein. No podía discutir su éxito comercial, pero deploró sus bromas, sus hábitos de trabajo y los horarios que mantenían. En 1952, Warner dio los nombres de los hermanos al Comité de Actividades Antiamericanas de la Cámara (HUAC). Nunca testificaron ante el comité, pero en un cuestionario de HUAC, cuando se les preguntó si alguna vez fueron miembros de una "organización subversiva", escribieron: "Sí. de Warner Brothers".
Epstein murió de cáncer en Hollywood, California en 1952 a la edad de 42 años. Julius le sobrevivió 48 años más para morir en el 2000 a la edad de 91 años.

## Boda y familia
Epstein se casó y su hijo Leslie Epstein dirigió el programa de escritura creativa del Universidad de Boston y fue un reconocido novelista. En 2003, Leslie publicó una versión ficticia de su niñez llamada San Remo Drive: A Novel from Memory. Su nieto Theo Epstein fue un reconocido personaje en el mundo del béisbol en el entorno de los Boston Red Sox. Su nieta Anya Epstein también es guionista.